# Bahnhof Hamburg Diebsteich
Der Bahnhof Hamburg Diebsteich ist ein S-Bahn-Durchgangsbahnhof in Hamburg-Altona-Nord.
Der Bahnhof wird zum Fern- und Regionalbahnhof ausgebaut und soll im Jahr 2027 den Bahnhof Hamburg-Altona als Fernverkehrshalt ersetzen.
Die S-Bahn-Station wird von bis zu 12.500 Fahrgästen pro Tag genutzt.

## Lage
Der Bahnhof befindet sich östlich der Kreuzung der Straßen Schleswiger Straße und Am Diebsteich östlich des Friedhofs Diebsteich. Der Zugang zum Bahnhof erfolgt über den Plöner Stieg, der von der Plöner Straße im Süden, der Großen Bahnstraße im Nordosten sowie durch den Diebsteichtunnel erreicht werden kann. Die Station befindet sich am nördlichen Ende der Überwerfungen im Gleisdreieck im Vorfeld des Bahnhofs Hamburg-Altona.

## Geschichte

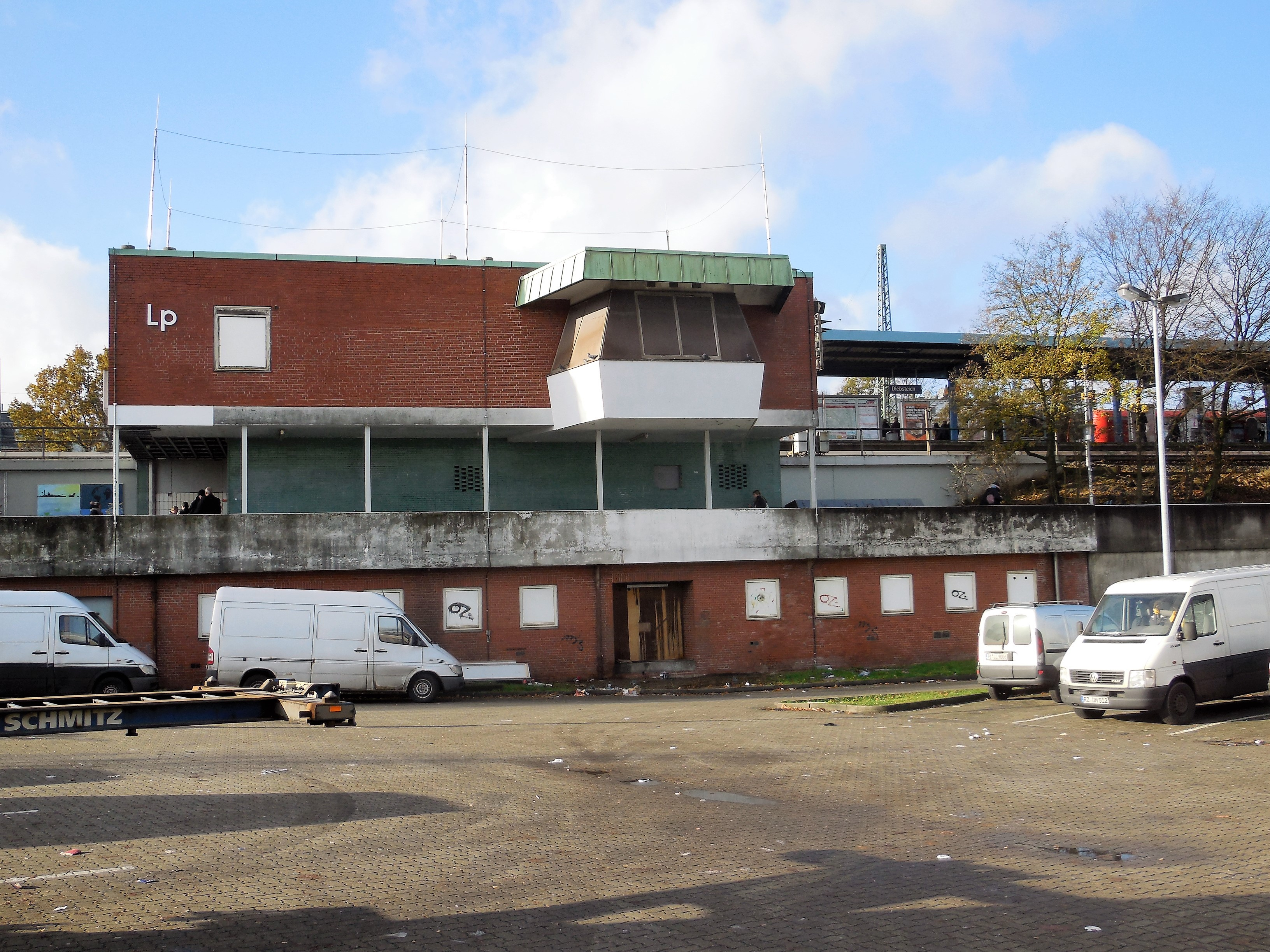
Zugangsbauwerk mit Stellwerks-Aufbau für den ehemaligen Postbahnhof (November 2016)

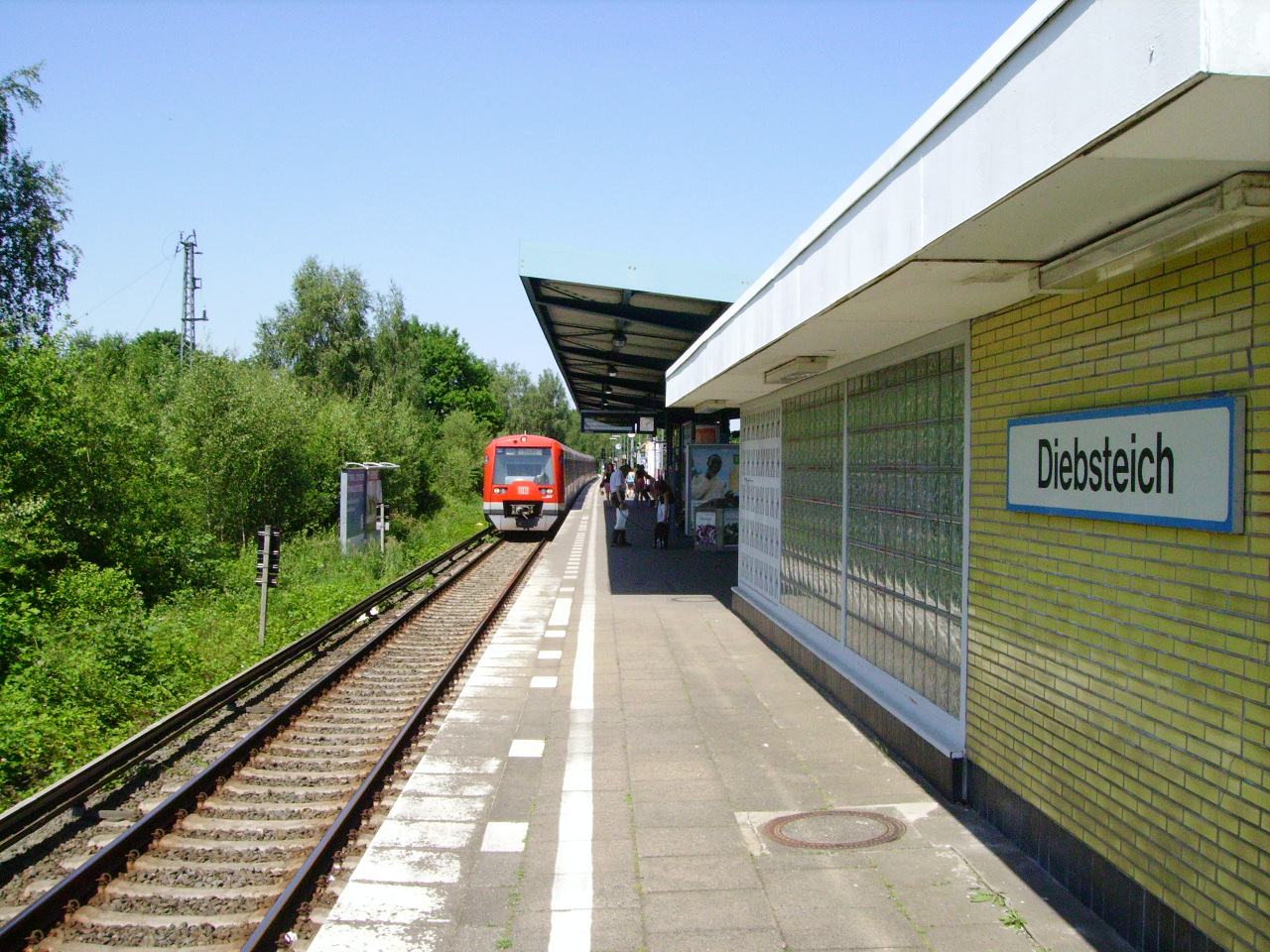
Bahnsteig vor dem Umbau (2008)

Der Bahnhof Hamburg Diebsteich wurde im Zusammenhang mit dem Bau der S-Bahn-Strecke von Holstenstraße nach Pinneberg erstellt. Der Kredit über 6,5 Millionen DM für den Streckenaus- und -neubau wurde 1956 von der Stadt Hamburg bewilligt. Diese Strecke wurde mehr oder weniger parallel zur Bahnstrecke Hamburg-Altona–Kiel erbaut. Dabei wurde zwischen Langenfelde und Eidelstedt die bestehende Bahnstrecke Hamburg-Altona–Neumünster der AKN benutzt. In der Folge verkehrten die AKN-Züge zunächst nur noch bis Langenfelde, ab 1965 nur noch bis Eidelstedt. Später wurden nach Einsatz von AKN-Zügen mit dieselelektrischen Antrieb mit der Möglichkeit von Stromschienenbetrieb auf S-Bahn-Strecken ausgerüstet und danach wenige AKN-Züge zu bestimmten Zeiten über Eidelstedt hinaus via Dammtor zum Hauptbahnhof und zum Wenden weiter bis Hasselbrook geführt.
Die Strecke zwischen Holstenstraße und Langenfelde wurde am 26. September 1962 eröffnet, wobei dieser Abschnitt anfänglich nur eingleisig befahrbar war. Zwischen den beiden genannten Bahnhöfen wurde noch der Bahnhof Diebsteich eingerichtet. Die Strecke wurde am 26. Mai 1965 nach Elbgaustraße verlängert. Die weiterführende S-Bahn-Strecke nach Pinneberg wurde am 22. September 1967 eröffnet.
Von der Station Diebsteich gab es ursprünglich keine direkte Verbindung zum Bahnhof Hamburg-Altona. Die später erstellte Verbindungsstrecke, die eine weitere Überwerfung über die Fernverkehrsgleise notwendig machte, wurde erst am 31. Mai 1981 als Teil der City-S-Bahn eröffnet.
Für die Weichen- und Signalanlagen für die Verzweigungen zur Verbindungsbahn und zum Bahnhof Altona sowie zum damals vom Gählerplatz zum Sonderburger Platz (heute „Kaltenkircher Platz“) in Altona zurückverlegten Kaltenkirchener Bahnhof und späteren Postbahnhof Altona wurde das Zugangsbauwerk mit einem Oberaufbau für ein Stellwerk versehen. Dieses Stellwerk mit der Kennung „Lp“ wurde jedoch später stillgelegt und aufgelassen.
Der Name „Diebsteich“ leitet sich vermutlich von der plattdeutschen Bezeichnung für „tiefer See“ ab und bezieht sich auf einen heute nicht mehr vorhandenen Teich, der östlich der Haltestelle auf dem vormaligen Vergnügungspark-Gelände und heutigen Sportplatzes Lunapark in dem nordwestlichen Winkel zwischen der heutigen Kieler Straße und der Augustenburger Straße lag und von der Isebek durchflossen wurde. Es könnte sich jedoch auch um eine Bezeichnung in Anlehnung an den früher weiter südlich existierenden Ottensener Flurmarkbezeichnungen Gerichtsstätte und Galgenberg handeln.
Der Bahnhof Diebsteich wurde in seiner vorherigen Form am 15. Oktober 2022 geschlossen. In den darauffolgenden Monaten wurde der Bahnsteig abgetragen und durch den ersten Bahnsteig des neuen Bahnhofs ersetzt. Die Wiedereröffnung dieses S-Bahn-Bahnsteigs war zunächst für Oktober 2023 angekündigt. Im August 2023 teilte die Deutsche Bahn mit, dass die Station erst im August 2024 wieder angefahren werden könne. Diesen Termin konnte die Bahn ebenfalls nicht halten. Im Juni 2024 teilte sie mit, dass die Bauarbeiten zwar im August abgeschlossen seien, jedoch erst Anfang 2025 die nötige Abnahme stattfinden könne. Gleichwohl waren einem Medienbericht zufolge Ende August 2024 auch die Bauarbeiten augenscheinlich nicht abgeschlossen. Der Bahnsteig sei ohne Asphaltdecke, die Gleise waren nur unvollständig verlegt und die Signale nicht aufgebaut. Die Zuwegung zur Station sei „zwischen Baumaschinen und Sandbergen noch gar nicht erkennbar“. Nachdem Abnahmeprüfer für Leit- und Sicherungstechnik gefunden wurden, sollte die Station nun im Januar 2025 in Betrieb genommen werden. Am 28. Januar gab die DB eine weitere Inbetriebnahmeverschiebung, vom 31. Januar auf voraussichtlich 7. Februar 2025, bekannt. Sie begründete dies mit der Beschädigung einer Weiche und gefrorenem Baumaterial.

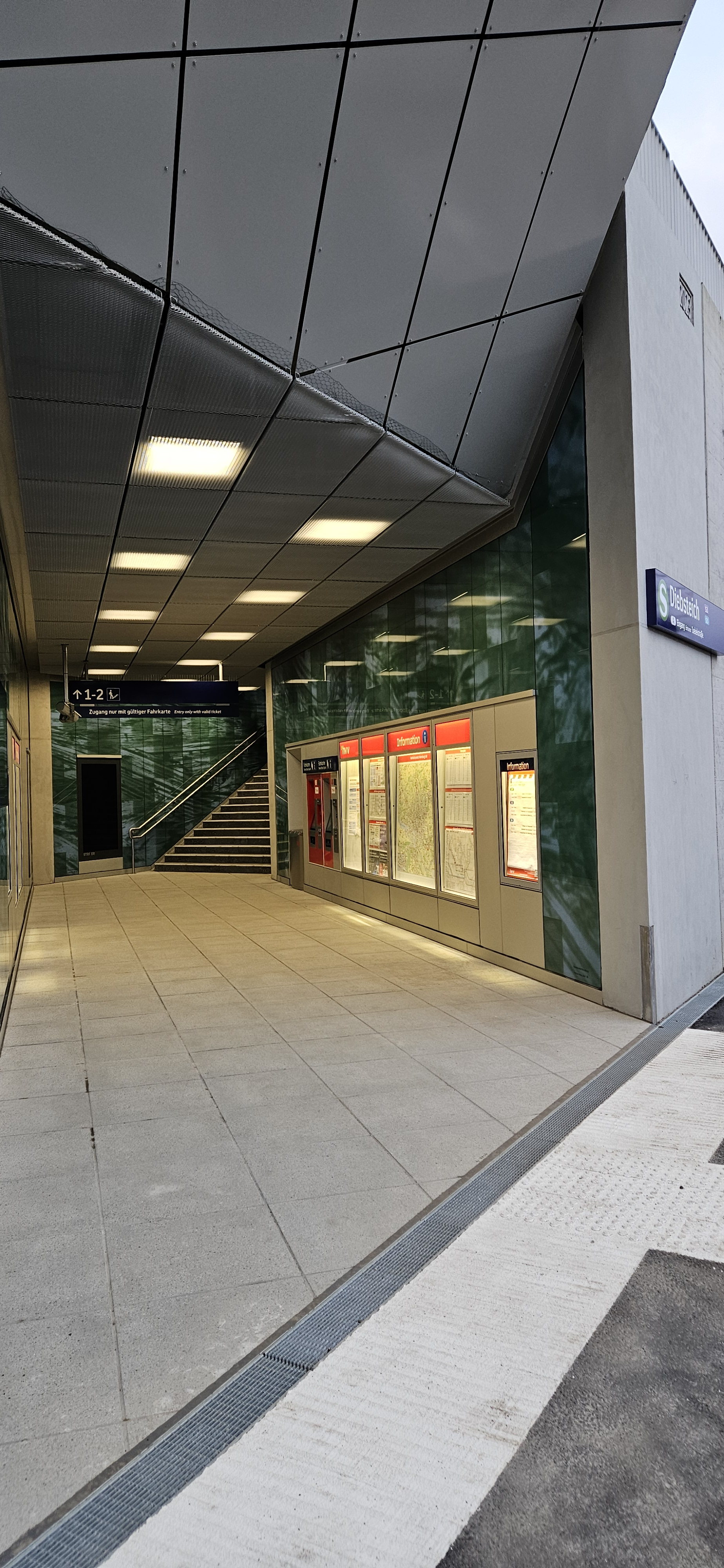
Eingangsbereich Südzugang
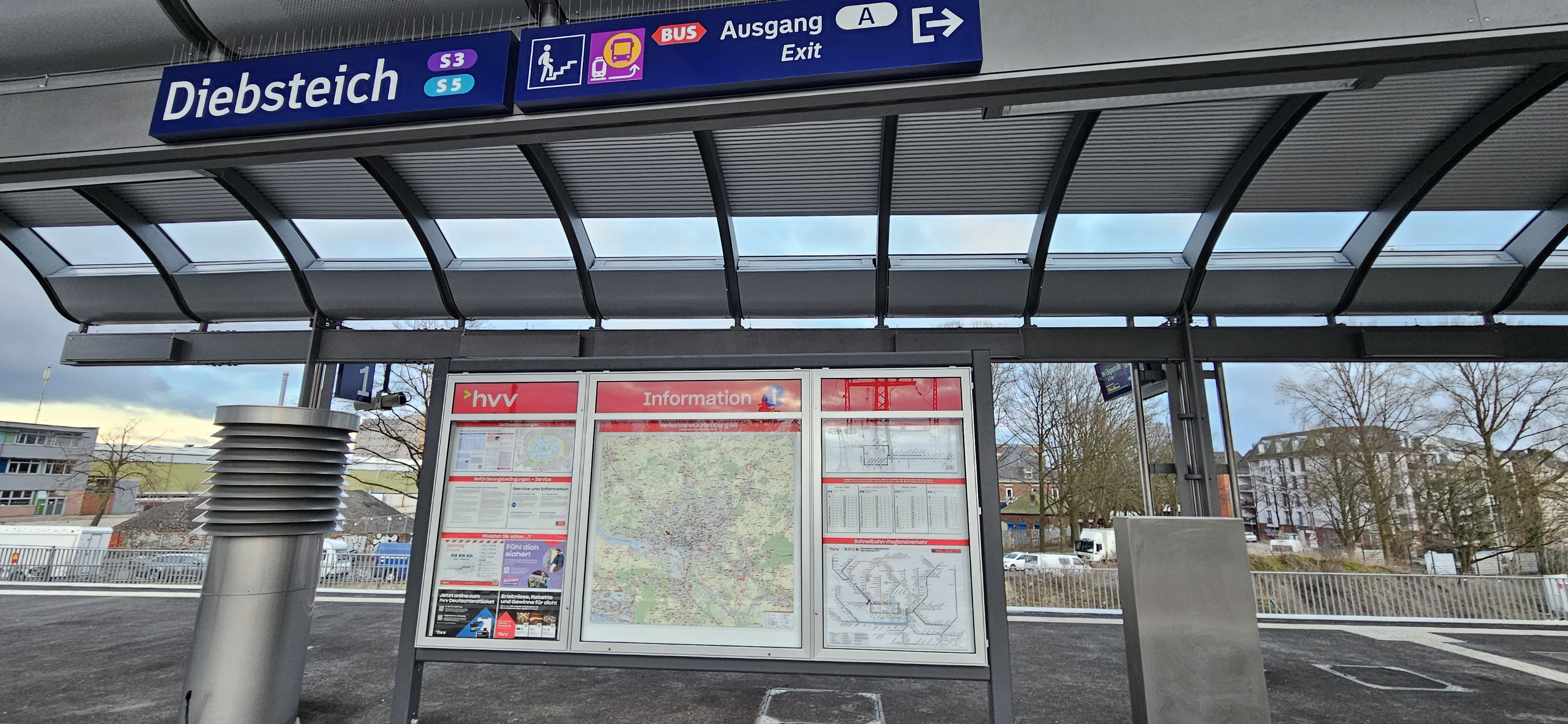
Bahnsteiginformation
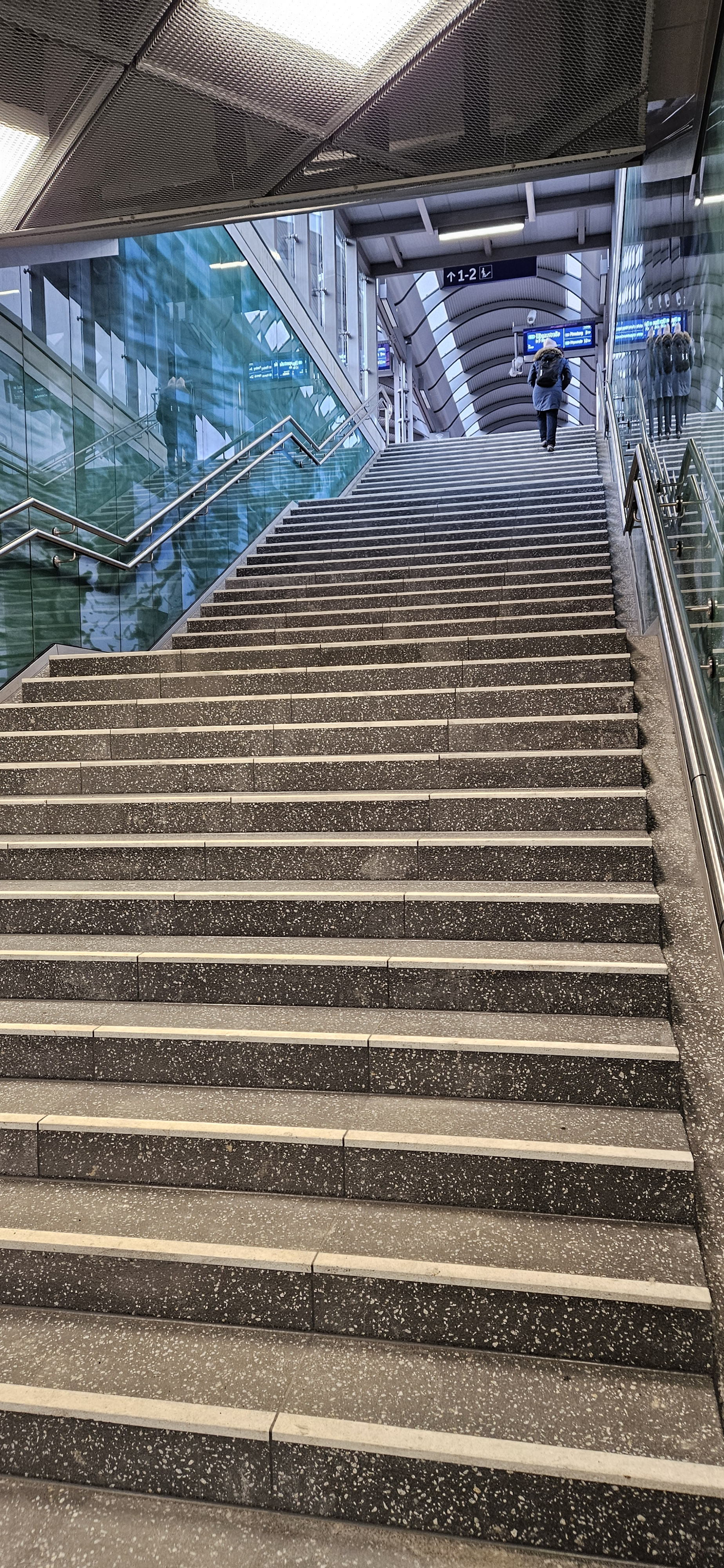
Aufgang Südzugang

Am 7. Februar 2025 wurde der Bahnhof für den S-Bahn-Betrieb schließlich in Betrieb genommen. Bis zur Fertigstellung des Fernbahnhofs verfügt der S-Bahn-Bahnsteig weder über Rolltreppen, noch über einen Fahrstuhl und ist nur über den Südzugang erreichbar.

## Betrieb
Der Bahnhof wurde bis zum Umbau von den Linien S21 und S3 bedient. Nach Fertigstellung verkehren dort die S3 nach Pinneberg und die S5 nach Elbgaustraße (später nach Kaltenkirchen).
| Linie | Verlauf |
| ----- | --- |
| S 3   | Pinneberg – Thesdorf – Halstenbek – Krupunder – Elbgaustraße – Eidelstedt – Stellingen (Arenen) – Langenfelde – Diebsteich – Altona – Königstraße – Reeperbahn – Landungsbrücken – Stadthausbrücke – Jungfernstieg – Hauptbahnhof – Hammerbrook (City Süd) – Elbbrücken – Veddel (BallinStadt) – Wilhelmsburg – Harburg – Harburg Rathaus – Heimfeld (TU Hamburg) – Neuwiedenthal – Neugraben |
| S 5   | Im Bau: ( Kaltenkirchen – Kaltenkirchen Süd – Henstedt-Ulzburg – Ulzburg Süd – Tanneneck – Ellerau – Quickborn – Quickborn Süd – Hasloh – Bönningstedt – Burgwedel – Schnelsen – Schnelsen Süd – Hörgensweg – Eidelstedt Zentrum – Eidelstedt – ) Elbgaustraße – Eidelstedt – Stellingen (Arenen) – Langenfelde – Diebsteich – Holstenstraße – Sternschanze – Dammtor – Hauptbahnhof \ Hauptstrecke – Hammerbrook (City Süd) – Elbbrücken – Veddel (BallinStadt) – Wilhelmsburg – Harburg – Harburg Rathaus – Heimfeld (TU Hamburg) – Neuwiedenthal – Neugraben – Fischbek – Neu Wulmstorf – Buxtehude – Neukloster – Horneburg – Dollern – Agathenburg – Stade / in Tagesrandzeiten – Berliner Tor |

Mit Inbetriebnahme des Fernbahnhofs 2027 soll das Zugangebot gegenüber dem bisherigen Bahnhof Altona um ein Viertel bzw. 380 Züge pro Tag ausgebaut werden.

## Ausbau zum Fernverkehrshalt

### Hintergrund und Geschichte
Bereits 1997 und 2004 informierte die Deutsche Bahn die Stadt Hamburg über Planungen für einen Rückbau des Bahnhofs Altona nach dem Bau eines neuen Fern- und Regionalbahnhofs im Bereich des heutigen S-Bahn-Bahnhofs Hamburg Diebsteich. Grund hierfür war die möglicherweise notwendige Sanierung einer Eisenbahnbrücke nördlich des Bahnhofs Altona. Wegen der Geräuschentwicklung bei Zugfahrten wird dieser Streckenabschnitt von Anliegern auch als „Quietschkurve“ bezeichnet. Neuere Überlegungen zur Verlegung des Bahnhofs gingen auf das Stadtentwicklungsprojekt Neue Mitte Altona zurück. Im Rahmen des Projekts zur Verlegung des Altonaer Bahnhofes sollten auf dem Gelände des Bahnhofs Altona unter anderem Wohneinheiten und Parkflächen entstehen. Der Senat der Stadt Hamburg beschloss im Dezember 2007, vorbereitende Untersuchungen zur Umgestaltung des Stadtteils Altona einzuleiten. 2010 schrieb die Behörde für Stadtentwicklung und Umwelt einen Wettbewerb aus. Ziel des Wettbewerbs war, Ideen für die Umgestaltung des Bezirks zu entwickeln. Der im November 2010 vorgestellte Siegerentwurf sah die Verlegung des Bahnhofs Altona nach Diebsteich vor. Die freiwerdenden Flächen sollten anderweitig bebaut werden.
Im Mai 2012 wurde die Einrichtung eines Vorbehaltsgebiets beschlossen; im September 2012 stimmte die Hamburger Bürgerschaft einem Masterplan zur Weiterentwicklung von Altona zu. Dirk Kienscherf, baupolitischer Sprecher der SPD-Bürgerschaftsfraktion, bezeichnete die Baumaßnahme als „Jahrhundertprojekt“. Nach Einschätzung von Hans-Detlef Roock von der CDU-Bürgerschaftsfraktion stelle die Erweiterung des Bahnhofs das zweitgrößte Entwicklungsprojekt Hamburgs nach dem Bau der HafenCity dar. Am 1. Juli 2014 gab die Deutsche Bahn bekannt, den Bahnhof Altona bis 2023 an den Standort des heutigen Bahnhofs Diebsteich verlegen zu wollen. Das Planfeststellungsverfahren sollte Ende 2015 beginnen. Die Stadt Hamburg sollte das Grundstück der Deutschen Bahn zum 30. Juni 2015 für 38,8 Millionen Euro erwerben. Die Vergabeverfahren zur Planung und zum Bau der Empfangsgebäude sind Gegenstand einer Prüfung durch die EU-Kommission im Hinblick auf mögliche Verstöße gegen das EU-Vergaberecht.

### Bauvorhaben

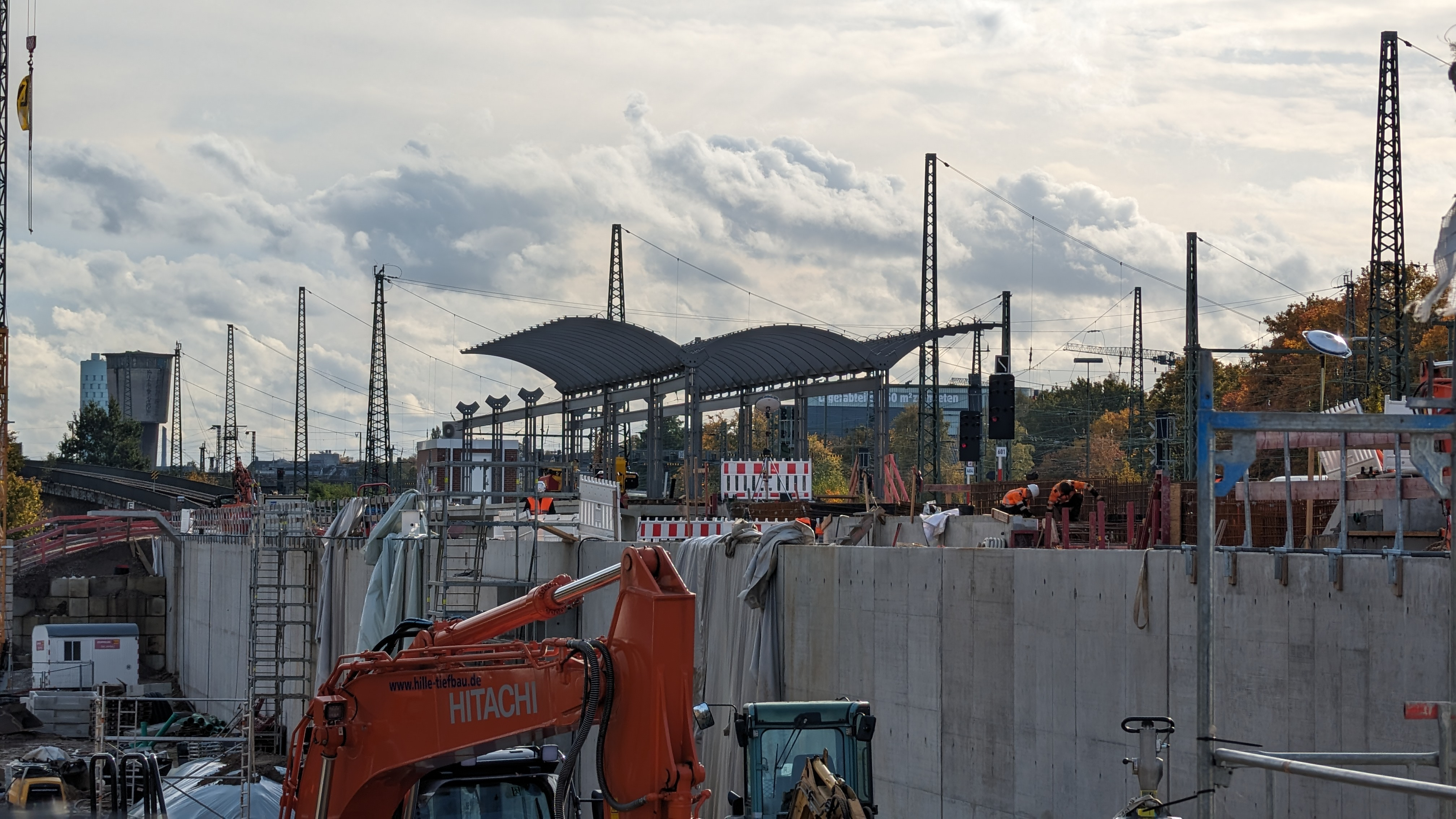
Bauarbeiten am neuen Bahnhof im Oktober 2023 mit Blick auf den S-Bahnsteig

Vorgesehen ist ein achtgleisiger Bahnhof mit sechs Fern- und Regionalbahngleisen sowie zwei S-Bahn-Gleisen an insgesamt vier Mittelbahnsteigen. Im Zuge des Neubaus sind 25 Kilometer neue Gleise sowie 48 Weichen geplant. Der Umbau soll während des laufenden Betriebs erfolgen. Die Bahn plante einen architektonisch schlichten Bahnhofsneubau, was von Lokalpolitikern aber als unzureichend angesehen wurde. Ende 2017 genehmigte das Eisenbahnbundesamt das Planfeststellungsverfahren und erteilte eine Baugenehmigung. Die Baukosten wurden mit 360 Millionen Euro veranschlagt. Der Betrieb sollte zum Jahreswechsel 2023/2024 aufgenommen werden. Der Baubeginn war für September 2018 geplant, wurde jedoch aufgrund von Klagen gegen das Projekt verzögert. Die Realisierung des Gebäudeensemble des Bahnhofs wurde im September 2017 an ein Bieterkonsortium, bestehend aus dem Hamburger Projektentwickler Procom und der Haspa PeB, die ein Tochterunternehmen der Hamburger Sparkasse ist, vergeben.
Im Juni 2018 entschied sich eine aus 18 Personen bestehende Jury für einen Entwurf des dänischen Architektenbüros C.F. Möller und veranschlagte dafür Kosten in Höhe von 120 Millionen Euro. Zusätzliche 360 Millionen Euro wurden unter anderem für Bahnsteige und neue Gleise vorgesehen. Die Bauarbeiten begannen am 5. Juli 2021. Die Kosten werden nun mit 548 Millionen Euro beziffert.
Im Zuge der Planungen für einen zweiten S-Bahn-Tunnel zwischen dem Hauptbahnhof und Altona (Verbindungsbahnentlastungstunnel) gibt es Überlegungen, die S-Bahn in eine unterirdische Station auf der Ostseite des neuen Bahnhofs zu verlegen. Der Bereich des zukünftigen Bahnhofs wird bereits als Bahnhofsteil Hamburg-Altona (neu) (Abkürzung: AAN) geführt.

### Reaktionen
Die Bürgerschaftsfraktion der SPD bezeichnete die Verlegung des Bahnhofs als wegweisend für die zukünftige Entwicklung Altonas. Liane Melzer, Leiterin des Bezirksamts, sagte, dass die Entscheidung das schönste Geschenk zum 350. Geburtstag Altonas sei.
Heike Sudmann begrüßte als stadtpolitische Sprecherin der Partei Die Linke zwar die zu erwartende Lärmreduktion, die sich durch die Verlegung der Strecke ergeben würde, war jedoch der Meinung, dass dafür auch eine Verlagerung des Fernverkehrs in Richtung der bestehenden S-Bahn-Gleise ausreichend sei. Ihr Parteikollege Robert Jarowoy nannte die Entscheidung einen schlechten Tag für Altona, da dem Stadtteil mit der Verlegung des Bahnhofs ein Stück Identität genommen werde. Zugleich kritisierte er die unzureichende Bürgerbeteiligung.